# Melanopsichium pennsylvanicum
Melanopsichium pennsylvanicum är en svampart som beskrevs av Hirschh. 1941. Melanopsichium pennsylvanicum ingår i släktet Melanopsichium och familjen Ustilaginaceae.   Inga underarter finns listade i Catalogue of Life.